# Kočka plochočelá
Kočka plochočelá (Prionailurus planiceps) je málo známá a vzácná malá kočkovitá šelma, žijící na ostrovech Borneo, Sumatra a na Malajském poloostrově.

## Popis
- Hmotnost: 1,5–3 kg
- Délka těla: 41–61 cm
- Délka ocasu: 15–20 cm
- Výška: 33–50 cm

Kočka plochočelá je velká asi jako domácí kočka, ale výrazně se od ní odlišuje tělesnými proporcemi. Má širokou hlavu s poněkud plochým čelem, což jí dalo jméno. Uši jsou malé a nízko nasazené, podobně jako u manula, oči naopak velmi velké a hlavu opticky ještě více rozšiřují. Také chrup je odlišuje od ostatních koček, všechny zuby jsou ostré a špičaté a první horní třenový zub je větší a vyvinutější než u ostatních koček. Je to přizpůsobení k lovu hlavní kořisti koček plochočelých - ryb.
Mají dlouhé tělo a poměrně krátké končetiny, ocas je krátký a tlustý. Podobně jako příbuzná kočka rybářská má i kočka plochočelá mezi prsty plovací blánu a nedokáže plně zatáhnout drápy.
Hustá a měkká srst je červenohnědá, konečky chlupů jsou bílé. To dodává srsti stříbrný nádech. Břicho a brada jsou bílé, s hnědými skvrnami, u některých jedinců jsou popisovány tmavší skvrny a pruhy i na těle.

## Rozšíření a stanoviště
Kočka plochočelá žije jen v Jihovýchodní Asii, na Borneu, Sumatře a na Malajském poloostrově. Zřejmě žijí v blízkosti vod, byly pozorovány v bažinách a záplavových oblastech tropických pralesů i na březích řek a v okolí zavlažovacích kanálů. Byly spatřeny i na palmových plantážích. Nikdy nebyly zjištěny ve větší nadmořské výšce, než je 700 m n. m.

## Biologie
O chování koček plochočelých v přírodě je toho známo jen velmi málo. Zřejmě jsou, jako ostatní malé kočky, samotářské a aktivní převážně v noci nebo jsou krepuskulární (aktivní za úsvitu a za soumraku).
Březost trvá asi 56 dní, v jednom vrhu je jedno až čtyři koťata. Mláďata jsou šedá. Předpokládá se, že mají určité období rozmnožování, jako ostatní kočky rodu Prionailurus, tedy kočka bengálská a kočka rybářská, a že se jim podobají i co se týče věku pohlavní dospělosti (8 měsíců u bengálské kočky). Kočka plochočelá chovaná v zajetí se dožila 14 let (ISEC Canada, 2000).
Ve své domovině kočka plochočelá vyplňuje ekologickou niku, která jinde náleží lasicovitým šelmám, jako je vydra. Svými tělesnými proporcemi také lasicovité připomíná. Je přizpůsobená životu u vody a vodní živočichové, zvláště ryby a žáby, tvoří většinu jejího jídelníčku, dokonce větší podíl než u kočky rybářské. Živí se také korýši, na plantážích olejové palmy loví hlodavce. Mají rády také ovoce, vyhrabávají sladké brambory a někdy napadají také drůbež.

## Početní stavy a ochrana
Počet divoce žijících koček plochočelých je neznámý, není ani jisté, kde všude se vyskytují. Pravděpodobně jsou ohrožovány ztrátou svého přirozeného prostředí (deštné pralesy) ale na druhou stranu byly pozorovány i na palmových plantážích, takže se zřejmě dokážou přizpůsobit i změněným podmínkám. Kočka plochočelá je stále velmi vzácná, v roce 1985 byla dokonce prohlášena za vyhynulou a znovuobjevena byla až v roce 1995. Je zařazena v příloze I CITES, nezdá se ale, že by existoval nějaký obchod s její kožešinou.